# 陳廷婷
陳廷婷，馬來西亞華裔歌手，曾經在2010年參加過第七屆《超級星光大道》得到19名成績，2012年4月7日報名參加《明日之星Super Star》，第一次擔任國語組衛冕者長達四個半月最後敗於王冠倩，二次參賽後三週後打掉林淑婷成為二度關主，衛冕至十四關時因重感冒失常敗給陳麒安。2014年參加第三屆《全國客家流行歌曲大賽》「超級擂台組」，奪下『冠軍』。2015年參加客家電視台《鬧熱打擂台》客家歌唱選秀節目，得到第十六季與第四屆年度賽流行組冠軍。